# Seznam kulturních památek v Jarošově nad Nežárkou
Tento seznam nemovitých kulturních památek v obci Jarošov nad Nežárkou v okrese Jindřichův Hradec vychází z  Ústředního seznamu kulturních památek ČR, který na základě zákona č. 20/1987 Sb., o státní památkové péči, vede Národní památkový ústav jako ústřední organizace státní památkové péče. Údaje jsou průběžně upřesňovány, přesto mohou obsahovat i řadu věcných a formálních chyb a nepřesností či být neaktuální. 
Pokud byly některé části dotčeného území vyčleněny do samostatných seznamů, měly by být odkazy na tyto dílčí seznamy uvedeny v úvodu tohoto seznamu nebo v úvodu příslušné sekce seznamu.

## Jarošov nad Nežárkou
|  | Kategorie „Church of Saint Procopius (Jarošov nad Nežárkou) “ na Wikimedia Commons | Hledat fotografie a kategorie ve Wikimedia Commons podle rejstříkového čísla památky | Nahrát snímek k tomuto tématu do úložiště Wikimedia Commons |  |

|  | Kategorie „Stone bridge in Jarošov nad Nežárkou “ na Wikimedia Commons | Hledat fotografie a kategorie ve Wikimedia Commons podle rejstříkového čísla památky | Nahrát snímek k tomuto tématu do úložiště Wikimedia Commons |  |

|  |  | Hledat fotografie a kategorie ve Wikimedia Commons podle rejstříkového čísla památky | Nahrát snímek k tomuto tématu do úložiště Wikimedia Commons |  |

## Nekrasín
|  | Kategorie „Boží muka (Nekrasín) “ na Wikimedia Commons | Hledat fotografie a kategorie ve Wikimedia Commons podle rejstříkového čísla památky | Nahrát snímek k tomuto tématu do úložiště Wikimedia Commons |  |

|  | Kategorie „Nekrasín čp. 9 “ na Wikimedia Commons | Hledat fotografie a kategorie ve Wikimedia Commons podle rejstříkového čísla památky | Nahrát snímek k tomuto tématu do úložiště Wikimedia Commons |  |

## Zdešov
| Památka                                   | Fotografie                                                          | Rejstříkové číslo v ÚSKP                                                             | Sídelní útvar                                               | Poloha                                              | Popis a poznámky |
| ----------------------------------------- | ------------------------------------------------------------------- | ------------------------------------------------------------------------------------ | ----------------------------------------------------------- | --------------------------------------------------- | --- |
| Kaple Nanebevzetí Panny Marie (Q38227638) | \| \| \| \| \| \|                                                   | 34866/3-2377 Pam. katalog MIS                                                        | Zdešov                                                      | náves, st. 10 49°13′43,97″ s. š., 15°7′37,11″ v. d. | Kaple Nanebevzetí Panny Marie. Klasicistní kaple z konce 18. století má podlouhlou loď s odsazeným presbytářem. Fasády jsou hladké s plastickými lisenovými rámy. Hranolová zvonička oplechována a zakončená bání. · Památkově chráněno od roku 1963. |
|                                           | Kategorie „Chapel of the Assumption (Zdešov) “ na Wikimedia Commons | Hledat fotografie a kategorie ve Wikimedia Commons podle rejstříkového čísla památky | Nahrát snímek k tomuto tématu do úložiště Wikimedia Commons |                                                     | |